# Lamberto Cesari
Lamberto Cesari (Bolonha, 23 de setembro de 1910 — Ann Arbor, 12 de março de 1990) foi um matemático italiano naturalizado estadunidense.